# Úhonice
Úhonice (en allemand : Auhonitz) est une commune du district de Prague-Ouest, dans la région de Bohême-Centrale, en République tchèque. Sa population s'élevait à 1 155 habitants en 2020.

## Géographie
Úhonice se trouve à 3,5 km à l'ouest-nord-ouest de Rudná, à 6 km au sud-est d'Unhošť et à 17,5 km à l'ouest-sud-ouest de Prague.
La commune est limitée par Ptice au nord-ouest et au nord, par Červený Újezd au nord, par Chýně au nord-est, par Rudná à l'est, par Drahelčice au sud, et par Nenačovice au sud-ouest.

## Histoire
La première mention écrite de la localité date de 1143.

## Transports
Par la route, Úhonice se trouve à 4 km de Rudná, à 7,5 km d'Unhošť et à 25 km du centre de Prague.